# One (rapper)
Đây là một tên người Triều Tiên, họ là Jung.
Jung Jae-won (Hangul 정제원; sinh ngày 29 tháng 3 năm 1994),  được biết đến với nghệ danh One (cách điệu là ONE), là một rapper, ca sĩ, nhạc sĩ và diễn viên người Hàn Quốc. Anh ra mắt vào năm 2015 với tư cách là thành viên của bộ đôi hip-hop 1Punch với Kim Samuel nhưng sau đó One chuyển sang YG Entertainment từ D-Business Entertainment, sau khi nhóm tan rã vào tháng 9 năm đó.  Anh cũng được biết đến với sự xuất hiện của mình trong mùa thứ tư và thứ năm của Show Me the Money. Anh đã công khai thông tin rời YG trong buổi họp báo vào ngày 17/7/2019.

## Tiểu Sử
ONE tên thật là Jung Jaewon, sinh ngày 29/03/1994. Nghệ danh ONE bắt nguồn từ việc chữ Won trong tên của cậu có phát âm gần giống chữ ONE trong tiếng Anh. ONE sở hữu chiều cao lý tưởng 176 cm với cân nặng là 58 kg.
Trước khi chính thức gia nhập YG, ONE từng là thành viên của nhóm nhạc hip hop 1PUNCH của Brave Brothers. Tuy được đánh giá khá cao nhưng 1PUNCH đã sớm tan rã chỉ sau 8 tháng ra mắt.Tuy 1PUNCH nhận được phản hồi khá tốt về bài hát ra mắt nhưng cũng chưa thể gây được sự chú ý với cư dân mạng. ONE quyết định tham gia chương trình hip-hop sống còn Show Me The Money 4 và đây có thể coi là bước ngoặt lớn trong sự nghiệp của cậu.
Dù được ban giám khảo dành nhiều lời khen ngợi cho khả năng rap của mình nhưng ONE đã phải dừng chân tại Show Me The Money khi phải đối đầu với đối thủ dạn dày kinh nghiệm.Nhưng mọi chuyện không phải là kết thúc với ONE, sau khi chứng tỏ được tài năng của mình qua Show Me The Money, ONE đã được YG để mắt đến và nhanh chóng được YG liên hệ. YG đánh giá rất cao khả năng rap và trình diễn của ONE, cho rằng tiềm năng để phát triển của ONE là rất lớn cộng thêm ngoại hình cực sáng của cậu đã khiến YG nhanh chóng đàm phán kí hợp đồng để kéo ONE về công ty của mình.
Vào ngày 21/09/2015, YG chính thức ra thông báo đã kí kết hợp đồng với ONE. ONE đồng thời cũng rời nhóm 1PUNCH để trở thành thực tập sinh cho nhà YG, bắt đầu một bước đi mới trên con đường sự nghiệp của mình.
Vào ngày 17/07/2019, One tuyên bố đã rời YG Entertainment qua một buổi họp báo. Anh nói rằng mình muốn mở một công ty mới và tiếp tục theo đuổi sự nghiệp âm nhạc và diễn xuất.

## Sự Nghiệp

### 2015-2016: 1Punch,Show Me the Moneyvà chuyển đến YG Entertainment
One bắt đầu sự nghiệp âm nhạc của mình như là một phần của bộ đôi hip hop có tên 1Punch với Samuel dưới sự hợp tác giữa D-Business Entertainment và Brave Entertainment.  Họ đã ra mắt vào ngày 23 tháng 1 với việc phát hành "Turn Me Back", đĩa đơn chính của album The Anthem.  Vào ngày 21 tháng 9, có thông tin rằng YG Entertainment đã tìm hiểu về One.    Hợp đồng độc quyền với YG Entertainment đã ra đời sau khi anh tham gia mùa thứ tư của Show Me the Money.  Anh là thành viên của "Nhóm Zipal" dưới sự lãnh đạo của Zico và Paloalto cho đến khi bị loại trong tập thứ sáu. Một năm sau, anh trở lại và tham gia vào mùa thứ năm của chương trình.  Lần này, anh là thành viên của Đội AOMG dưới sự lãnh đạo của Simon Dominic và Gray. Anh xếp thứ mười trong mùa giải.
Năm 2016, anh cũng xuất hiện trong các video âm nhạc cho "Hit Me" của MOBB và "My Star" của Lee Hi.

### 2017 - đầu 2019: AlbumOne Dayvà diễn xuất đầu tay
Vào ngày 11 tháng 7, One đã ra mắt với tư cách là một nghệ sĩ solo thuộc YG Entertainment với việc phát hành EP đầu tiên của mình, One Day.   Cũng có báo cáo rằng anh đã trở thành nam nghệ sĩ solo đầu tiên ra mắt từ YG Entertainment sau 14 năm kể từ khi Seven ra mắt năm 2003.  
Vào tháng 10, YG Entertainment tuyên bố rằng One sẽ bắt đầu sự nghiệp diễn xuất của mình với một vai phụ trong bộ phim truyền hình của đài truyền hình A Korea Odyssey được phát sóng vào tháng 12.  Vào tháng 11, One đã tham gia một bộ phim tình cảm một tập lãng mạn Anthology cùng với Shin Eun-soo. Anh đóng vai một cậu bé nhà quê thông minh và ưa nhìn với một bí mật ẩn giấu.
Vào tháng 2, đã xác nhận rằng One và Soyou sẽ tham gia Heart Signal mùa 2 với tư cách là những người tham gia mới.
Vào tháng 7 năm 2018, One đã được xác nhận sẽ ra mắt màn ảnh rộng với bộ phim lãng mạn Goodbye Summer cùng với Kim Bo-ra, nhân vật của anh là một học sinh trung học bị bệnh nan y.  Vào tháng 8, anh được chọn tham gia bộ phim truyền hình No.9 của đài tvN.  Cùng năm đó, anh được chọn tham gia bộ phim cổ trang Chronicles of Arthdal với tư cách là phiên bản thời trẻ của nhân vật Jang Dong-gun.
Anh cũng đóng vai thần tượng Cha Shi An trong bộ phim "Her private life" của đài tvN phát sóng từ ngày 10/4/2019.
2019: Mở công ty Private Only và Ra mắt full album đầu tiên PRVT01

## Danh Sách Đĩa Nhạc

### Album đơn
| Chức vụ | Chi tiết album                                                                                       | Vị trí cao nhất | Vị trí cao nhất | Bán hàng     |
| Chức vụ | Chi tiết album                                                                                       | KOR             | TW              | Bán hàng     |
| ------- | --- | --------------- | --------------- | ------------ |
| One day | - Phát hành: ngày 11 tháng 7 năm 2017 - Nhãn: YG Entertainment - Các định dạng: CD, digital          | 6               | 15              | - KOR: 8,551 |
| Prvt01  | • Phát hành ngày 11 tháng 11 năm 2019 • Nhãn: Stone Music Entertainment • Các định dạng: CD, digital |                 |                 |              |

### Singles
| Chức vụ                                                          | Năm  | Đỉnh điểm vị trí | Bán hàng        | Album               |
| Chức vụ                                                          | Năm  | KOR              | Bán hàng        | Album               |
| ---------------------------------------------------------------- | ---- | ---------------- | --------------- | ------------------- |
| I'm Not The Person You Used To Know" (with Simon D, G2, & BewhY) | 2016 | 2                | - KOR: 751,667+ | Show me the money 5 |
| Comfortable" (맘 편히) (with Simon Dominic & Gray)               | 2016 | 1                | - KOR: 750.349+ | Show me the money 5 |
| "Gettin 'by" (그래)                                              | 2017 | 59               | - KOR: 34.949+  | One Day             |
| "Heyahe" (해)                                                    | 2017 | -                | - KOR: 20.880+  | One Day             |
| "-" biểu thị các bản phát hành không có biểu đồ.                 |      |                  |                 |                     |

### Phối hợp
| Chức vụ                                          | Năm  | Đỉnh điểm vị trí | Bán hàng | Album  |
| Chức vụ                                          | Năm  | KOR              | Bán hàng | Album  |
| ------------------------------------------------ | ---- | ---------------- | -------- | ------ |
| Peep" (힐끔) (với Dok2 & The quiett)             | 2015 | -                | Không có | #Jeilx |
| "-" biểu thị các bản phát hành không có biểu đồ. |      |                  |          |        |

## Quay phim

### Video âm nhạc
| Năm  | Chức vụ             | Giám đốc                |
| ---- | ------------------- | ----------------------- |
| 2017 | "해야 해 (Heyahe)"  | VM Project Architecture |
| 2017 | "그냥 (Gettin' by)" | Không có                |
| 2019 | Hard to love        |                         |
|      | Stone               |                         |

## Phim ảnh

### Phim
| Năm  | Chức vụ        | Vai trò  | Ghi chú   |
| ---- | -------------- | -------- | --------- |
| 2019 | Goodbye Summer | Hyun Jae | Vai chính |

### Phim truyền hình
| Năm  | Chức vụ                 | Vai trò           | Mạng | Ghi chú   |
| ---- | ----------------------- | ----------------- | ---- | --------- |
| 2017 | A Korean Odyssey        | Hong Hae-ah       | tvN  | Vai phụ   |
| 2018 | Drama Stage – Anthology | Song Jin-hyun     | tvN  | Vai chính |
| 2018 | Room No. 9              | Ki Chan-sung      | tvN  | Vai phụ   |
| 2019 | Arthdal Chronicles      | Ta Gon (thời trẻ) | tvN  | Vai phụ   |
| 2019 | Her Private Life        | Cha Shi-an        | tvN  | Vai phụ   |

### Chương trình tạp kỹ
| Năm  | Mạng     | Chức vụ             | Ghi chú                 |
| ---- | -------- | ------------------- | ----------------------- |
| 2015 | Mnet     | Show Me The Money 4 | Thí sinh                |
| 2016 | Mnet     | Show Me The Money 5 | Thí sinh                |
| 2017 | Onstyle  | Get It Beauty       | Khách mời               |
| 2018 | Chanel A | Heart Signal        | Tham luận viên (phần 2) |
| 2018 | tvN      | Salty Tour          | Khách mời               |

## Giải thưởng và đề cử

### Giải thưởng âm nhạc Melon
| Năm  | Đề cử / công việc | Giải thưởng               | Kết quả |
| ---- | ----------------- | ------------------------- | ------- |
| 2017 | One               | Nghệ sĩ mới xuất sắc nhất | Đề cử   |

### Giải thưởng âm nhạc Seoul
| Năm  | Đề cử / công việc | Giải thưởng                     | Kết quả |
| ---- | ----------------- | ------------------------------- | ------- |
| 2018 | One               | Giải thưởng Nghệ sĩ mới         | Đề cử   |
| 2018 | One               | Giải thưởng phổ biến            | Đề cử   |
| 2018 | One               | Giải thưởng đặc biệt của Hallyu | Đề cử   |